# 이브라힘 알마
이브라힘 알마(아랍어: ابراهيم عالمة, 1991년 10월 18일 ~ )는 시리아의 축구 선수로 현재 티슈린 SC에서 골키퍼로 활동하고 있다.

## 클럽 경력
2010년 알와트바 SC에 입단하며 프로에 입문했고 현재까지 프로 통산 148경기를 소화해내고 있다. 이 가운데 알와트바에서 52경기, 알와흐다 SC에서 28경기, 알쇼르타 SC에서 30경기, 알이티하드 SC 알레포에서 34경기, 이란 프로축구 세파한 SC에서 14경기를 소화해냈고 사우디 프로리그의 알 카디시야 SC에서는 단 1경기도 출전하지 못했으며 이후 알와흐다를 거쳐서 2019년 알자이시 SC로 전격 이적했다.

## 국가대표팀 경력
2009년부터 2014년까지 연령대별 국가대표팀에서 10경기를 소화해냈고 이런 가운데 2012년 A대표팀에 처음으로 발탁된 이후 같은 해 10월 11일 쿠웨이트와의 친선 경기에서 국제 A매치 데뷔전을 치렀다.
그 후 2018년 FIFA 월드컵 아시아 지역 2차 예선과 최종 예선 17경기에 출전하며 시리아의 사상 첫 월드컵 아시아 예선 플레이오프 진출에 기여했고 호주와의 2018년 FIFA 월드컵 아시아 지역 예선 플레이오프에서도 선발 출전했으나 팀은 1·2차전 합계 2-3으로 무릎을 꿇으며 대륙간 플레이오프 진출에 아쉽게 실패했다.